# Mr. Fuji
Mr. Fuji, pseudonimo di Harry Fujiwara (Honolulu, 4 maggio 1934 – Clarksville, 28 agosto 2016), è stato un wrestler, attore e manager statunitense.
Celebre per l'attività di manager heel nella WWF/E degli anni ottanta/novanta, dove aveva nella sua scuderia lottatori come Yokozuna, Demolition, Orient Express, e Powers of Pain. Anche se venne sempre presentato come giapponese purosangue nato ad Osaka, in realtà Fujiwara è un giapponese-americano nato alle Hawaii.
Nel 2007 è stato introdotto nella WWE Hall of Fame con un discorso di presentazione da parte di Don Muraco.

## Carriera

### Inizi (1964–1971)
Fujiwara debuttò nel mondo del wrestling il 15 dicembre 1964 con il ring name "Mr. Fujiwara". Il 7 gennaio 1965 vinse il suo primo titolo, l'NWA Hawaii Tag Team Championship, combattendo in coppia con Curtis Iaukea. Cambiò il nome d'arte nel più breve "Mr. Fuji" e lottò per diverse compagnie, inclusa la Pacific Northwest Wrestling di Don Owen dove vinse altri numerosi titoli.

### World Wide Wrestling Federation (1972–1974)
Nel 1972 Fuji entrò nella World Wide Wrestling Federation di proprietà di Vince McMahon Sr. interpretando un personaggio heel. Formò un tag team con il "Professor" Toru Tanaka e i due avevano come manager The Grand Wizard. All'interno della coppia, Tanaka rappresentava la forza bruta mentre Fuji era l'astuto e scorretto stratega che utilizzava tecniche non lecite per prevalere sugli avversari, la qual cosa gli fece guadagnare il soprannome "The Devious One". Fuji era solito tirare manciate di sale negli occhi degli avversari, così da "accecarli" e vincere il match. Fuji & Tanaka sconfissero Sonny King e Chief Jay Strongbow il 27 giugno 1972 vincendo il loro primo titolo WWF World Tag Team Championship. In breve tempo divennero delle stelle di prima grandezza nella federazione, difendendo i titoli contro il WWWF World Heavyweight Champion Pedro Morales e Bruno Sammartino in diverse occasioni nel corso degli anni. Durante il feud, Fuji si guadagnò anche una "shot" per il titolo mondiale WWWF detenuto da Morales, il match si svolse il 22 agosto ma Mr. Fuji perse per conteggio fuori dal ring. Il regno da campioni di coppia di Fuji & Tanaka durò undici mesi, rendendolo il terzo regno da campioni Tag Team più lungo nella storia della WWWF. Persero le cinture in favore di Tony Garea e Haystacks Calhoun il 30 maggio 1973.
I due continuarono a scontrarsi con Garea e Calhoun fino a quando riuscirono a riconquistare le cinture l'11 settembre vincendo così il titolo per la seconda volta. Di nuovo campioni, proseguì il feud contro Garea e il suo nuovo partner Dean Ho. Il 14 novembre Fuji e Tanaka ripersero i titoli venendo sconfitti da Garea e Ho. Dopo aver cercato di riconquistare le cinture senza riuscirvi, Fuji e Tanaka lasciarono la WWWF nel 1974.

### Georgia Championship Wrestling (1975)
Fuji e Tanaka debuttarono nella Georgia Championship Wrestling nell'agosto 1975. Il 19 settembre 1975, parteciparono ad un torneo a quattro squadre nel quale sconfissero gli ex rivali campioni WWWF Tony Garea e Dean Ho in finale vincendo il vacante titolo NWA Georgia Tag Team Championship. Un mese dopo, persero il titolo contro Bob Backlund e Jerry Brisco. Poco tempo dopo la sconfitta, lasciarono la GCW per combattere in altre federazioni minori.

### Ritorno in WWWF (1977–1978)
Fuji e Tanaka ritornarono in WWWF nel 1977, e presero come loro nuovo manager Freddie Blassie. Il 27 settembre 1977, batterono Larry Zbyszko e l'arcinemico Tony Garea nelle finali di un torneo aggiudicandosi le cinture di campioni WWWF World Tag Team Championship per la terza volta. Durante il loro terzo regno da campioni di coppia presero parte a svariati Six-men e Eight-men Tag Team Match. Il terzo regno da campioni terminò il 14 marzo 1978 quando furono sconfitti da Dino Bravo e Dominic DeNucci. Poco dopo, lasciarono nuovamente la WWWF.

### Carriera da wrestler singolo (1979–1981)
Fuji e Tanaka smisero di combattere in coppia nel 1979, ed iniziarono a lottare individualmente. Fuji ebbe successo, vinse altri numerosi titoli in svariate federazioni locali come la World Wrestling Council, l'NWA New Zealand e la Maple Leaf Wrestling.

### Secondo ritorno in WWWF (1981–1996)

#### In coppia con Mr. Saito (1981–1982)

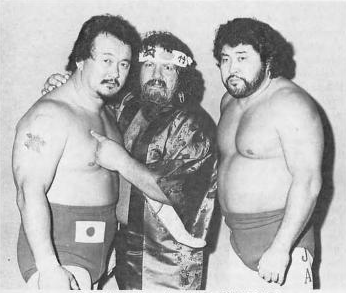
Fuji (sinistra) e Saito (destra) con il manager Lou Albano (1983)

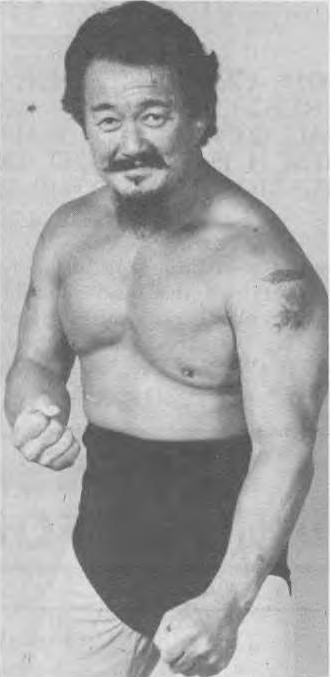
Mr. Fuji nel 1983

Fuji fece ritorno alla World Wide Wrestling Federation nel 1981. Qui formò un nuovo tag team insieme a Mr. Saito, con manager Captain Lou Albano. Fuji & Saito iniziarono un feud con i campioni di coppia Tony Garea e Rick Martel, che sconfissero il 17 ottobre 1981 vincendo il titolo mondiale di campioni di coppia (ed era il quarto per Fuji). La coppia iniziò poi a scontrarsi con gli Strongbows (Chief Jay e Jules) alla fine del 1981. la rivalità culminò in un title match che si svolse il 28 giugno 1982 al Madison Square Garden dove gli Strongbows vinsero le cinture. Il 13 luglio Fuji & Saito rivinsero il titolo battendo gli Strongbows in un Two out of Three Falls Match. Il feud tra le due coppie terminò quando Fuji e Saito ripersero definitivamente le cinture contro gli Strongbows il 30 ottobre. Qualche tempo dopo, Saito lasciò la WWF mentre Fuji continuò a lottare per conto suo.

#### Manager (1985–1996)
Fuji si ritirò dal combattimento attivo nel 1985 e divenne un manager dalle forti connotazioni heel. Anche da manager, Fuji continuava ad "accecare" gli avversari dei suoi assistiti, gettando loro in faccia del sale. Il suo primo "protetto" fu George Steele. Presto però, Steele divenne un face e abbandonò Fuji. Il prossimo cliente di Fuji fu allora Don Muraco. I due formarono una coppia molto popolare autoproclamatasi "Fuji Vice" (una parodia di Miami Vice). Fuji e Muraco iniziarono quindi un feud con Ricky Steamboat, nel quale Steamboat sconfisse ripetutamente Fuji. Per breve tempo Fuji fece da manager anche a Jim Neidhart, prima di cedere il suo contratto a Jimmy Hart. Nel 1987, comprò il contratto dei Demolition (Ax e Smash) da Johnny V. Condusse la coppia alla conquista del titolo Tag Team Championship, e nello stesso periodo fu l'artefice del ritorno in WWF di Killer Khan e Sika. Alle Survivor Series 1988, tradì i Demolition per far da manager ai loro rivali, i Powers of Pain (Warlord e Barbarian).
A WrestleMania V, Fuji si unì ai Powers of Pain in un handicap match 3 contro 2 con i Demolition per il Tag Team Championship. Fuji e i Powers furono sconfitti quando Ax schienò proprio Fuji. Fuji vendette il contratto dei singoli membri dei Powers of Pain a Slick e Bobby Heenan e portò in WWF il tag team The Orient Express (Pat Tanaka e Akio Sato). Gli Orient Express furono subito coinvolti in un feud con i Rockers (Shawn Michaels e Marty Jannetty). Dal 1991 al 1993 Fuji fece da manager anche a The Berzerker.
Il successo e la popolarità di Fuji come manager "cattivo e sleale" crebbe a dismisura nel 1992 quando egli introdusse il gigantesco Yokozuna in WWF. Sotto la guida di Fuji, Yokozuna vinse la Royal Rumble 1993 e per due volte il titolo di campione mondiale WWF, la prima volta battendo Bret Hart a WrestleMania IX, e la seconda sconfiggendo Hulk Hogan a King of the Ring 1993. Successivamente, Fuji verrà affiancato da James E. Cornette nel management di Yokozuna. Fuji diresse anche il team composto da Yokozuna & Owen Hart, ed il solo Owen quando combatteva singolarmente. Yokozuna licenziò Cornette nel marzo 1996 quando diventò un face ma continuò a servirsi dei servigi di Fuji. Poco tempo dopo Fuji lasciò la WWF.
Mentre faceva da manager a Yokozuna, Fuji indossava un tradizionale kimono giapponese, ma è maggiormente conosciuto per il suo abbigliamento con bastone da passeggio e bombetta che utilizzava in precedenza.

## Ritiro
Dopo aver lasciato il wrestling, Fujiwara si ritirò a vita privata nella città di Knoxville, Tennessee. Nel 1997, fece causa agli ideatori del videogioco WCW vs. nWo: World Tour, asserendo che il personaggio di "Master Fuji" era stato basato su di lui senza pagargli i diritti o chiedere il suo permesso. Sebbene la reale ispirazione per il personaggio derivasse dal wrestler giapponese Yoshiaki Fujiwara, la causa si risolse in suo favore.
Negli ultimi anni Mr. Fuji visse costretto su una sedia a rotelle a causa delle ripetute operazioni chirurgiche al ginocchio (ne subì ben nove).

## Morte
Fujiwara è deceduto il 28 agosto 2016 nella sua casa di Clarksville, Tennessee; all'età di 82 anni. La causa di morte non è stata resa nota.

## Personaggio

### Mosse finali
- Cobra clutch con bodyscissors
- Kamikaze Clothesline (Running somersault lariat)

### Manager
- Lou Albano[12]
- Fred Blassie
- The Grand Wizard

### Wrestler assistiti
- George "The Animal" Steele
- Magnificent Muraco
- "Cowboy" Bob Orton
- Moondogs
- Killer Khan
- Jim Neidhart
- Sika
- Kamala
- Demolition
- The Powers of Pain
- The Berzerker
- The Orient Express
- Crush
- Yokozuna
- Owen Hart
- Davey Boy Smith

## Titoli e riconoscimenti
- Continental Wrestling Association
  - AWA Southern Tag Team Championship (1) – con Toru Tanaka[19]
- Georgia Championship Wrestling
  - NWA Georgia Tag Team Championship (1) – con Toru Tanaka
- Maple Leaf Wrestling
  - NWA Canadian Heavyweight Championship (1)
- Mid-Atlantic Championship Wrestling
  - NWA Mid-Atlantic Tag Team Championship (1) – con Genichiro Tenryu
- NWA Mid-Pacific Promotions
  - NWA Hawaii Tag Team Championship (2) – con King Curtis Iaukea (1) e Karl Von Steiger (1)
- NWA New Zealand
  - NWA British Commonwealth Heavyweight Championship (New Zealand version) (1)
- NWA San Francisco
  - NWA United States Heavyweight Championship (San Francisco version) (1)
- Pacific Northwest Wrestling
  - NWA Pacific Northwest Heavyweight Championship (1)
  - NWA Pacific Northwest Tag Team Championship (4) – con Haru Sasaki (3) e Tony Borne (1)
- Pro Wrestling Illustrated
  - PWI lo ha classificato alla posizione numero 445 nella lista dei migliori 500 wrestler singoli dei "PWI Years" nel 2003
- Southeastern Championship Wrestling
  - NWA Southeastern Tag Team Championship (1) – con Toru Tanaka
- World Championship Wrestling (Australia)
  - IWA World Tag Team Championship (1) – con Tiger Jeet Singh
- World Wrestling Federation/Entertainment
  - WWWF World Tag Team Championship/WWF Tag Team Championship (5) - con Toru Tanaka (3) e Mr. Saito (2)[20]
  - WWE Hall of Fame (Classe del 2007)
- World Wrestling Council
  - WWC North American Heavyweight Championship (1)
  - WWC North American Tag Team Championship (1) – con Pierre Martel
- Wrestling Observer Newsletter
  - Worst Manager of the Year (1984, 1985, 1987–1995)